# Eleutherodactylus bilineatus
"Eleutherodactylus" bilineatus
Espèce
Synonymes
- Ischnocnema bilineata (Bokermann, 1975)

Statut de conservation UICN

 LC  : Préoccupation mineure
"Eleutherodactylus" bilineatus  est une espèce d'amphibiens de la famille des Craugastoridae.

## Répartition
Cette espèce est endémique de l'État de Bahia au Brésil. Elle se rencontre jusqu'à 800 m d'altitude dans les municipalités d'Ilhéus, de Wenceslau Guimarães, de Jussari et de Nilo Peçanha.

## Taxinomie
Cette espèce a été décrite dans le genre Eleutherodactylus en 1975, lors du démembrement de ce genre, elle a été placée dans Ischnocnema. Cependant lors de l'étude phylogénétique de ce genre, il est apparu qu'elle était une Holoadeninae proche de Noblella ou de Barycholos.

## Publication originale
- Bokermann, 1975 : Tres especies novas de Eleutherodactylus do sudeste da Bahia, Brasil (Anura, Leptodactylidae). Revista Brasileira de Biologia, vol. 34, no 1, p. 11-18.